# Drie kleine kleutertjes

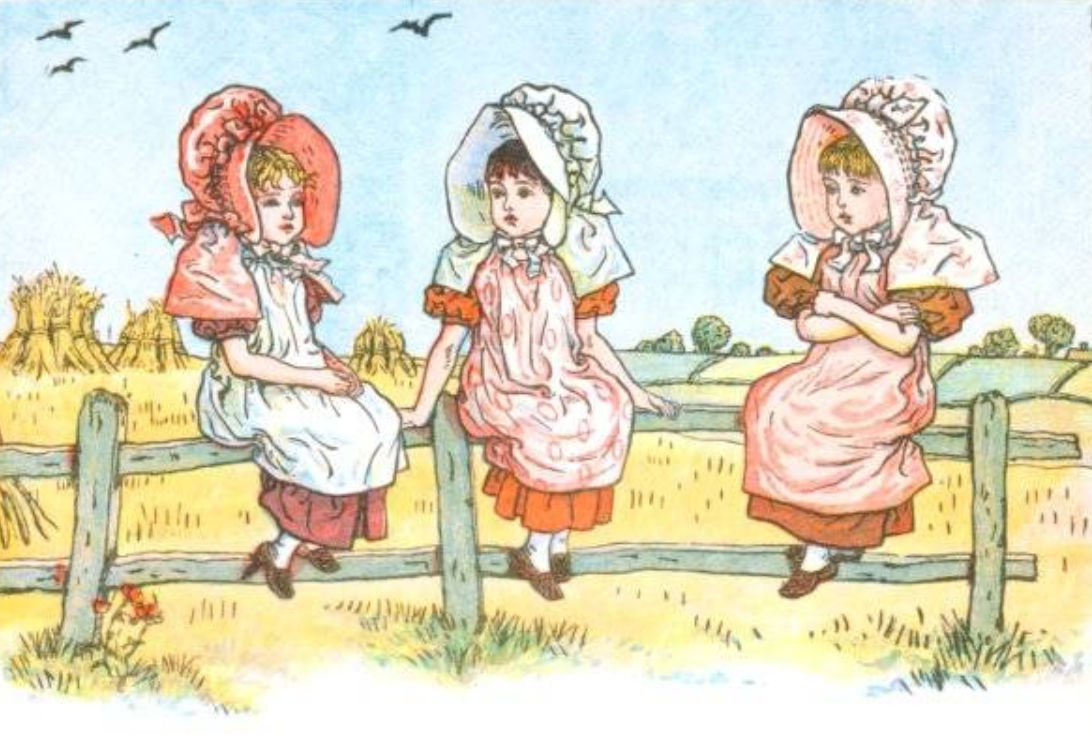
Three little girls were sitting on a rail, tekening van Kate Greenaway.

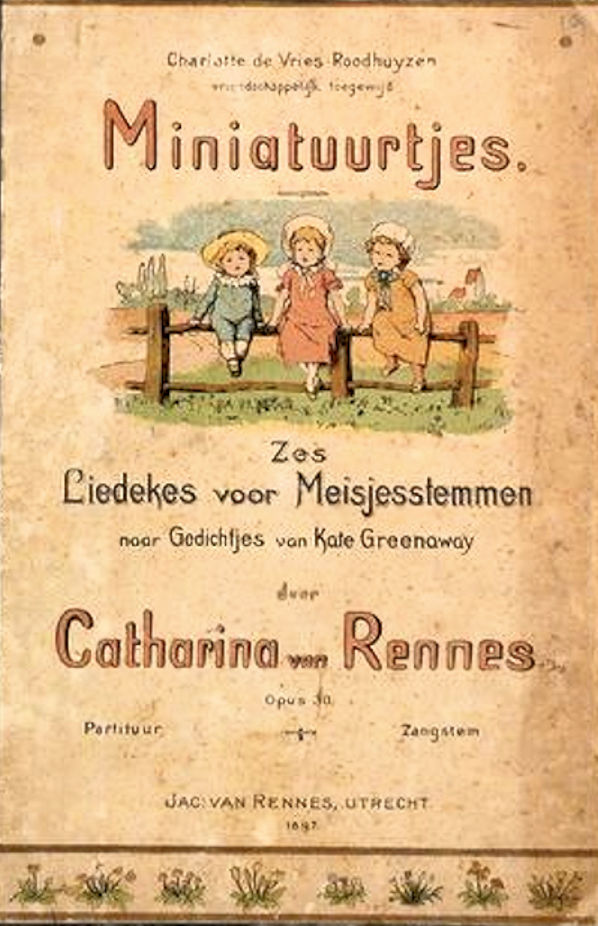
Miniatuurtjes (1897) van Catharina van Rennes.

Drie kleine kleutertjes (oorspronkelijk 'Drie kleine kleuterkes') is de eerste regel van het laat-19e-eeuws Nederlandstalig kinderlied Een babbeltje van Catharina van Rennes.

## Achtergrond
De Engelse tekenares Kate Greenaway (1846-1901) debuteerde in 1879 als kinderboekenschrijfster met Under the Window, een boek met eigen rijmpjes en illustraties. Het was een succes, de eerste oplage van 20.000 exemplaren was al snel uitverkocht en herdrukken volgden. Er werden bovendien poppen, serviesjes en borduurpatronen uitgebracht die op de figuren in het boek waren gebaseerd.
Een babbeltje
Catharina van Rennes (1858-1940) was een zangpedagoge en componiste in Utrecht. Ze bracht in 1886 haar eerste compositie uit. Omdat het haar moeite kostte uitgevers voor haar werk te vinden, ging haar jongere broer Jacob (1863-1944) als haar uitgever fungeren. Hij had een kantoorboekhandel aan de Mariaplaats in Utrecht. In 1897 gaven zij het boekje Miniatuurtjes (opus 30) uit, met daarin zes gedichtjes van Greenaway die Catharina van Rennes had vertaald en op muziek gezet. Het werd door haar opgedragen ('vriendschappelijk toegewijd') aan onderwijzeres Charlotte de Vries-Roodhuyzen en werd meer dan 30 keer herdrukt. Greenaways rijmpje over "Three little girls were sitting on a rail" werd door Van Rennes vertaald als "Drie kleine kleuterkes die zaten op een hek", ze gaf het lied de titel Een babbeltje. De vijf andere door Van Rennes vertaalde gedichtjes kregen de titels Waar moet dat heen?, Een dansje, Vijf kleine zusterkes, De historie van prins Muizepoes en Van Dolly!. 
Een jaar na het uitbrengen van 'Miniatuurtjes verzorgde Van Rennes met haar leerlingen matineevoorstellingen tijdens de Nationale Tentoonstelling van Vrouwenarbeid in Den Haag, waar ook Een babbeltje voor het publiek werd gebracht. Henri Viotta schreef daarover in De Telegraaf: "Men moet mej. Van Rennes aan het hoofd harer troepen gadeslaan, om zich een denkbeeld te kunnen vormen van de wijze, waarop zij hare dames en kinderen leidt. Hare directie onderscheidt zich door eene duidelijkheid en oorspronkelijkheid, welke aan de voordracht der uitgevoerde stukken ten goede komt. Voornamelijk waren het de kinderkoren, die hier reden tot bewondering van haar uitmuntende wijze van doceren en dirigeren gaven. Het meesterstuk in dit opzicht vond ik de Miniatuurtjes, zes Hollandsche Liedekes naar Kate Greenway, die door compositie en door uitvoering algemeenen bijval vonden. De voordracht van 'Een babbeltje', o.a. met den aardigen tekst: "Drie kleine kleuterkes Die zaten op een hek, Boven op een hek! Drie kleine kleuterkes Die zaten op een hek! Op 'n wonderwarme dag In September" was alleen een gang naar de concertzaal van de Tentoonstelling waard."
Een babbeltje werd beter bekend onder het incipit (de beginregels), wat niet ongebruikelijk is bij volks- en kinderliedjes.

## Tekst
| Three little girls were sitting on a rail, Sitting on a rail, Sitting on a rail; Three little girls were sitting on a rail, On a fine hot day in September. What did they talk about that fine day, That fine day, That fine day? What did they talk about that fine day,— That fine hot day in September? The crows and the corn they talked about, Talked about, Talked about; But nobody knows what was said by the crows, On that fine hot day in September. | Drie kleine kleuterkes Die zaten op 'n hek. Boven op 'n hek! Drie kleine kleuterkes, Die zaten op 'n hek, Op 'n wonderwarme' dag In September. Wel, waarvan praatten zij, Die drie daar op het hek? Boven op dat hek! Wel, waarvan praatten zij, Die drie daar op dat hek. Op die wonderwarme' dag In September? 't Was over krekeltjes En kore'bloemen blauw, kore'bloemen blauw! 't Was over krekeltjes En kore'bloemen blauw, Op die wonderwarme' dag In September! |

## Opname in andere bundels
Het lied werd in verschillende bundels opgenomen, als  Een babbeltje onder andere in de bundel Kun je nog zingen, zing dan mee! Voor jonge kinderen (1912) en in latere edities van Kun je nog zingen, zing dan mee (met een tekening van de drie kleutertjes door Tjeerd Bottema). Als Drie kleine kleutertjes kreeg het onder andere een plaats in de bundel Zien en zingen. Een bundel oude kinderliedjes van Hugo de Groot (1945).

## Drie kleine kleutertjes als inspiratiebron

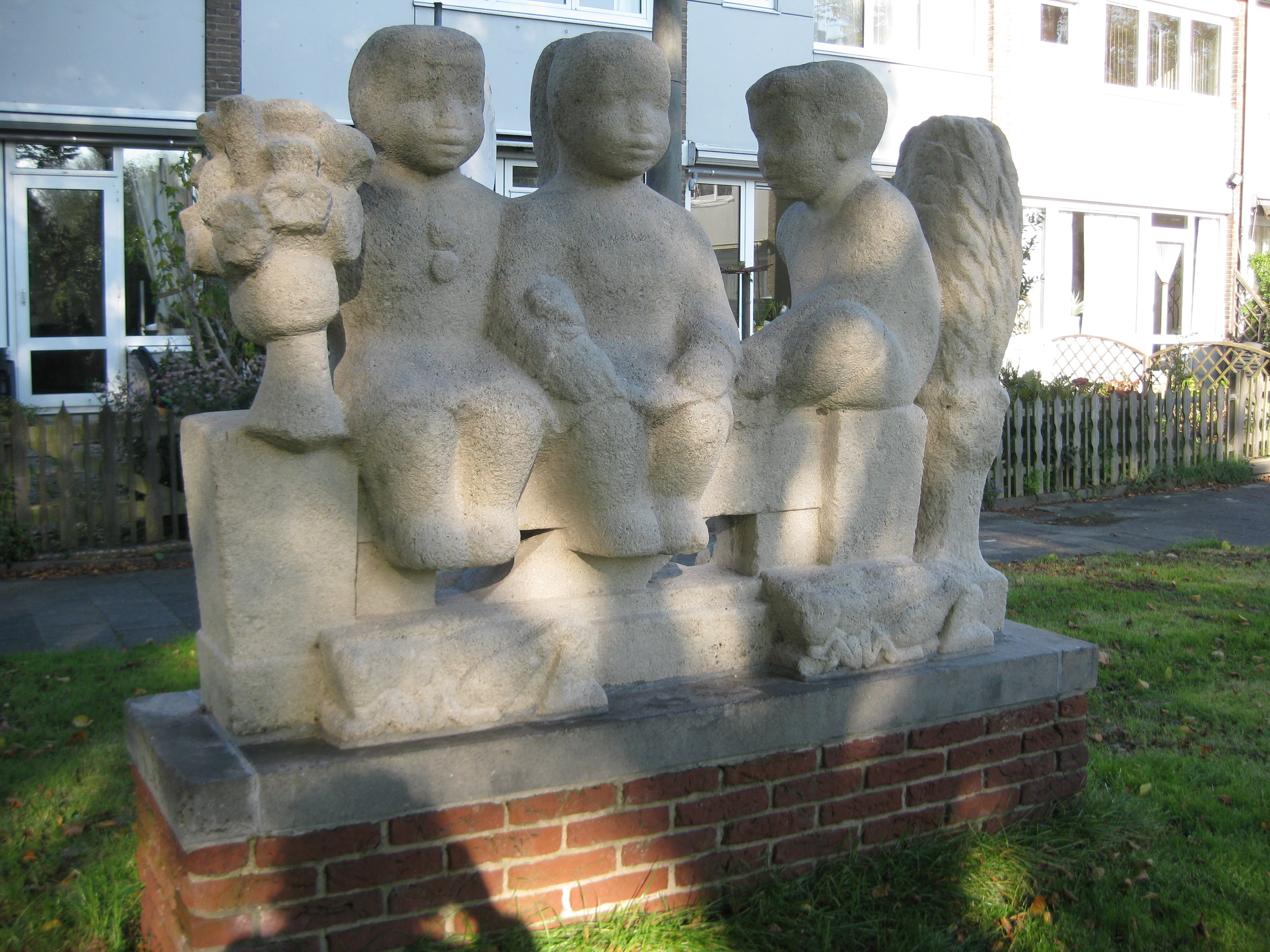
Drie kleine kleutertjes, beeld van Joop Hilbers.

De drie kleine kleutertjes gaven in de loop van de jaren inspiratie voor diverse culturele uitingen, een aantal voorbeelden: 
- Elizabeth Kuipers van der Koogh publiceerde haar boekje De drie kleine kleutertjes met drie paraplu'tjes (1923), met illustraties van Ella Riemersma. De drie meisjes "woonden met Vadertje en Moedertje, in een aardig huisje, dat midden in een tuin stond. Je moest een hekje door aan den weg, om in het tuintje te komen, en op dat hekje stond met groote gouden letters geschreven: 'In het Kleuterhuisje.'"[9]
- Simon Franke schreef naar aanleiding van de groeiende werkloosheid het gedicht Drie kleine hummeltjes, dat in 1923 werd gepubliceerd in het socialistisch dagblad Het Volk. Daaruit: "Drie kleinte kleutertjes, Drie heele kleine peutertjes, Speelden zingman met elkaar: Eentje hield zijn petje klaar. Drie kleine kleutertjes zongen met elkaar."[10]
- Op de melodie van het lied werd tijdens de Tweede Wereldoorlog het spotlied Drie N.S.B.'ertjes die zaten op de fiets gemaakt, dat werd opgenomen in het Geuzenliedboek 1940-1945.[11]
- In 1956 maakte Joop Hilbers een beeld van de drie kleine kleutertjes, dat aan de Albertus Magnushof in Slotermeer (Amsterdam) werd geplaatst.[12] Het beeld toont twee meisjes en een jongetje, zittend op een hek. Een van de meisjes houdt een boeketje bloemen vast. Achter de rug van de jongen staat koren. Aan de voeten van de kinderen zijn twee krekels te zien. Het kalkstenen beeld staat op een bakstenen sokkel.[13]
- De Amsterdamse beeldhouwer Hubert van Lith maakte in 1962 een bronzen beeld van drie jongens op een hek, dat werd geplaatst bij een scholencomplex aan de Notenlaan in Amstelveen. Het was een symbool voor de drie scholen die op het complex stonden.[14] Later werd hier het Nova College gevestigd en kwam het beeld in opslag bij de gemeente. Het werd in 2019 herplaatst op de hoek Benderslaan/Van der Leeklaan in de wijk Keizer Karelpark.[15]
- Zangeres Do bracht in 2014 de cd Drie Kleine Kleutertjes en een Dappere Dodo uit, met door haar zelf gearrangeerde en gezonden kinderliedjes.